# LVM-3
LVM-3 (до октября 2022 года — GSLV Mark-III или GSLV Mk.3, англ. Geosynchronous Satellite Launch Vehicle Mark III — «ракета-носитель для запуска геосинхронных спутников, версия 3») — одноразовая индийская ракета-носитель, предназначена для выведения полезной нагрузки на геопереходную орбиту (ГПО) или низкую опорную орбиту (НОО).
Ракета-носитель разрабатывалась с 2000 года Индийской организацией космических исследований (ISRO) с целью  уменьшить иностранную зависимость  Индии в выводе тяжёлых грузов на орбиту. Модификация этой ракеты будет использоваться для запуска пилотируемого космического аппарата.
Первый полёт GSLV Mk.3, который ранее планировался в 2009 году, несколько раз переносился, первые суборбитальные испытания были произведены в декабре 2014 года.
Первый орбитальный запуск ракеты состоялся 5 июня 2017 года, на орбиту выведен телекоммуникационный спутник GSAT-19.

## Конструкция

### Твердотопливные ускорители

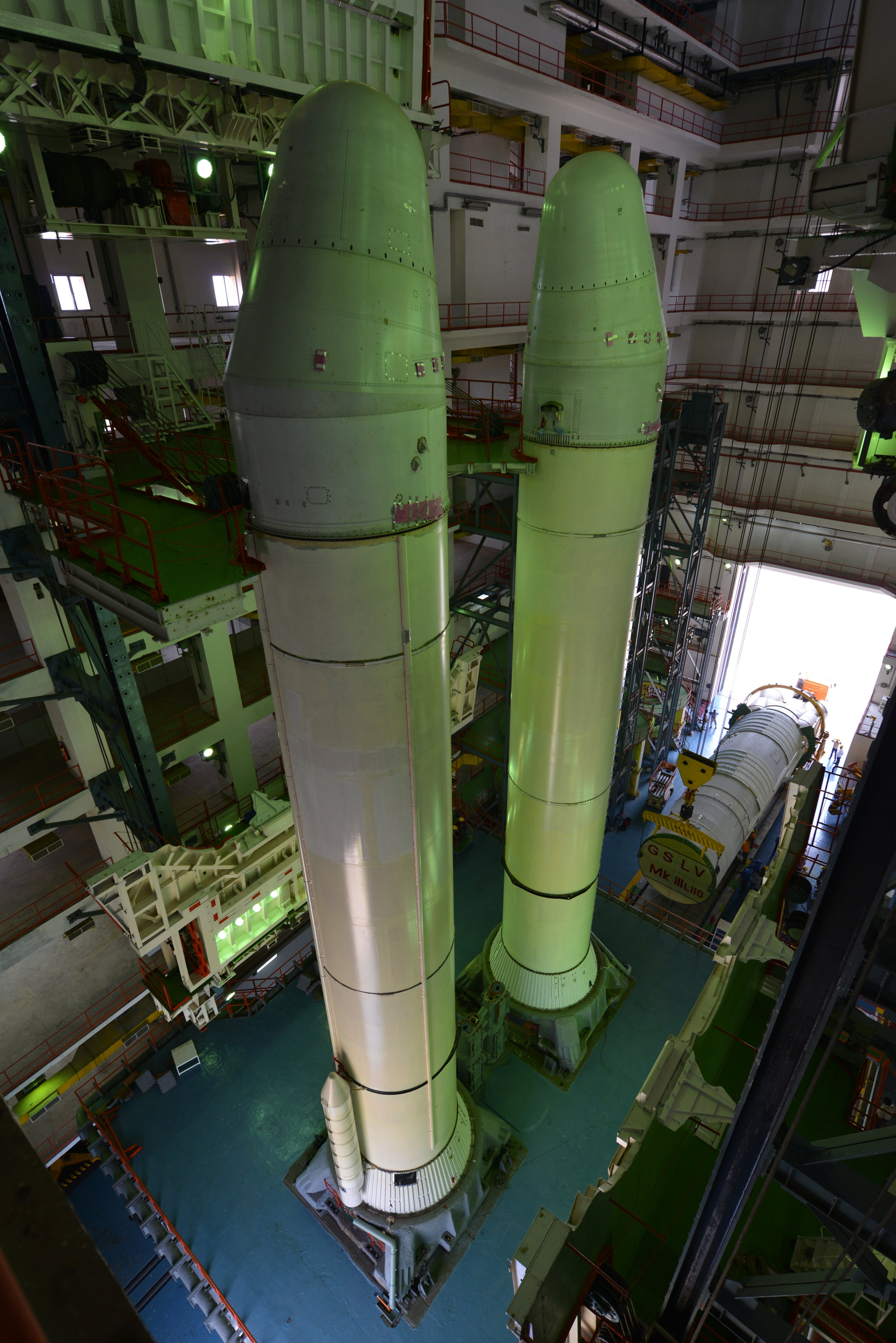
Твердотопливные ускорители

Ракета-носитель оснащается двумя трёхсегментными твердотопливными ускорителями S200, разработанными Космическим центром им. Викрама Сарабая, которые закрепляются по бокам первой ступени и обеспечивают всю тягу на старте и в первые минуты полёта ракеты-носителя до запуска первой ступени.
S200 является самым большим индийским твердотопливным ускорителем и уступает в размерах только ускорителям, которые использовались для запуска «Шаттлов» и твердотопливным боковым ускорителями P-230 европейской ракеты-носителя «Ариан-5». Первые успешные наземные испытания ускорителя проведены 24 января 2010 года.
Диаметр ускорителя составляет 3,2 м, высота — 25 м, сухая масса — 31,3 т, каждый ускоритель вмещает 207 т топлива на основе HTPB. Пи́ковая тяга ускорителя на уровне моря достигает 5150 кН, средняя тяга на уровне моря — 3578 кН. Суммарная средняя тяга в вакууме двух ускорителей составляет 9316 кН. Удельный импульс ускорителя — 227 с на уровне моря и 274,5 с в вакууме.
Сопло двигателя c помощью электро-гидравлических приводов отклоняется на 5,5° от центральной оси в двух направлениях, обеспечивая контроль вектора тяги по тангажу и рысканию. Совместное отклонение сопел двух ускорителей обеспечивает контроль вращения. Небольшие баки с гидравлической жидкостью для приводов расположены снаружи ускорителей.
Время работы ускорителей составляет 130 секунд, спустя 149 секунд после старта ракеты-носителя происходит их отсоединение от первой ступени с помощью пиротехнических механизмов, после чего ускорители отводятся в стороны с помощью шести маленьких твердотопливных двигателей, расположенных в носовой и задней части.

### Первая ступень
Первая ступень разработана Центром Жидкостных Реактивных Систем и носит название L110. Первое успешное огневое испытание ступени с полной протяжённостью в 200 секунд состоялось 8 сентября 2010 года, за шесть месяцев до этого, 5 марта, испытания были прерваны на 150-й секунде из-за незначительной неполадки в системе управления.
Диаметр ступени — 4 м, высота — 17 м (21,3 м вместе с промежуточной секцией). Состоит из двух алюминиевых топливных баков, которые способны вместить до 110 т компонентов топлива: несимметричного диметилгидразина (горючее) и тетраоксида диазота (окислитель).
На ступень установлены 2 улучшенных жидкостных ракетных двигателя Vikas, позволяющие ступени развивать тягу в 1598 кН в вакууме, с удельным импульсом 293 с. Двигатели используют регенеративное охлаждение циркуляцией топлива, что позволило улучшить удельный импульс и его весовые характеристики по сравнению с предыдущими ракетами. Каждый двигатель может отклонятся от центральной оси индивидуально, позволяя обеспечивать контроль вектора тяги во всех плоскостях.
Старт ракеты-носителя обеспечивается только за счёт тяги твердотопливных ускорителей, зажигание двигателей первой ступени происходит только на 110 секунде полёта, за 20 секунд до завершения работы ускорителей. Двигатели первой ступени работают в течение 200 секунд, после чего происходит расстыковка первой и второй ступени.

### Верхняя ступень
Криогенная верхняя ступень является увеличенной версией третьей ступени ракеты-носителя GSLV Mk.II, которая была первой индийской криогенной ракетной ступенью и сроки завершения её разработки неоднократно откладывались из-за технологических сложностей.
Имеет название C25 и вмещает до 27 т компонентов топлива — жидкого водорода (горючее) и жидкого кислорода (окислитель), с рабочими температурами −253 °C и −195 °C соответственно. Диаметр ступени составляет 4 м, длина — 13,5 м.
Оборудована самым мощным индийским криогенным ЖРД CE-20 с тягой 186 кН и удельным импульсом 443 с в вакууме.

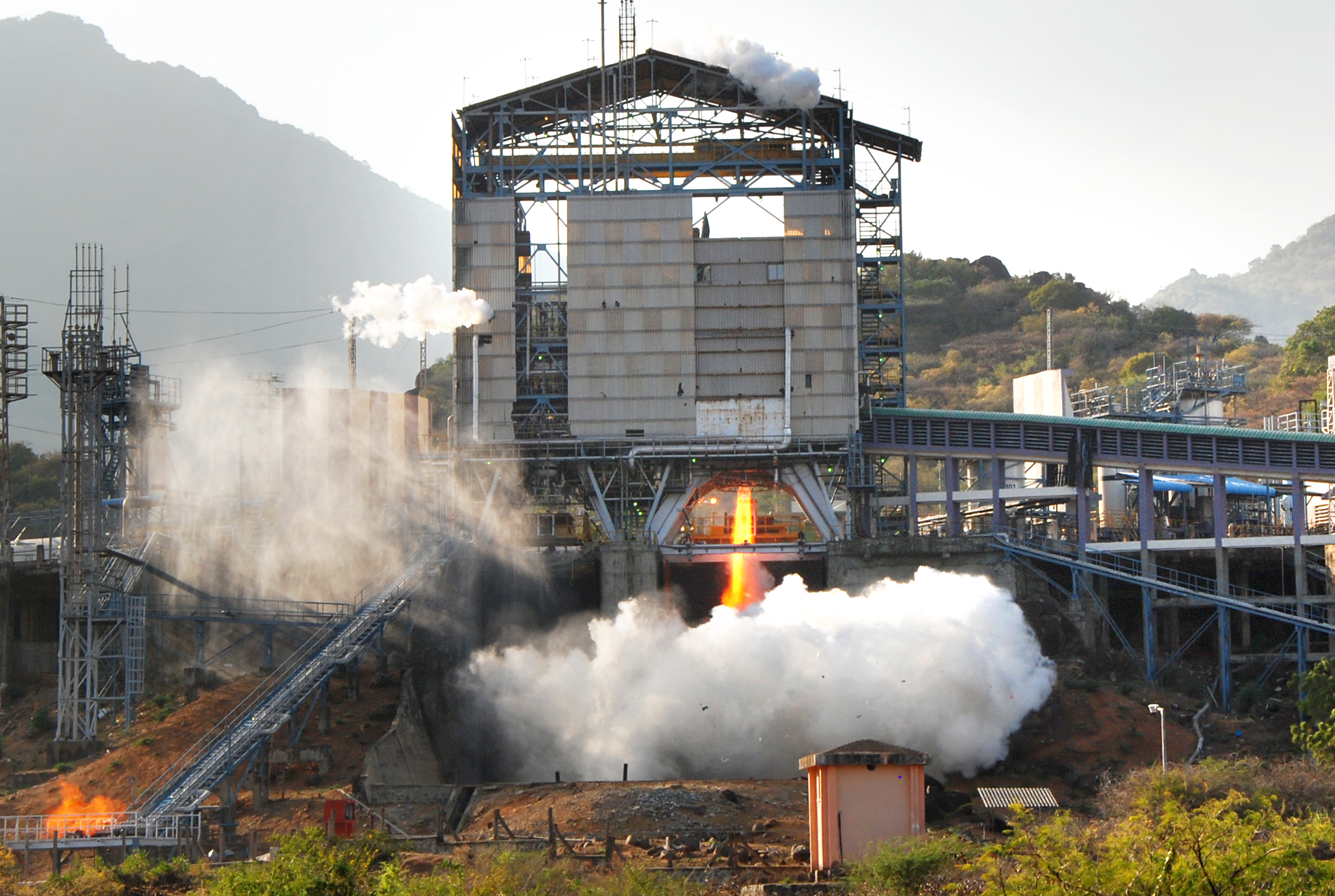
Испытание 17 февраля 2017 года

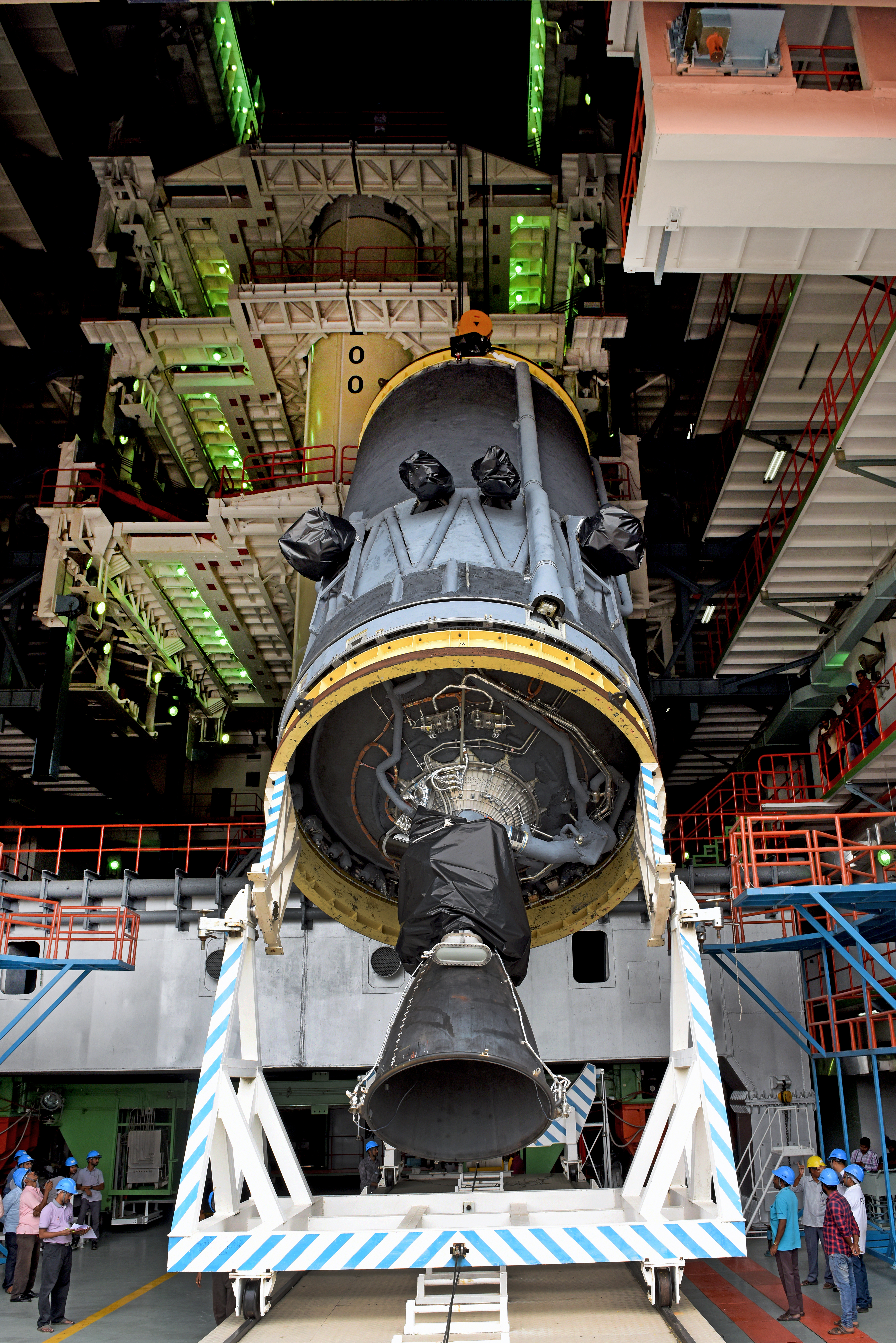
Криогенная верхняя ступень C25

25 января 2017 года проведены успешные наземные огневые испытания криогенной ступени продолжительностью 50 секунд, следующим планируют выполнить 640-секундное испытание, соответствующее длительности участка работы ступени при реальном запуске ракеты-носителя.
17 февраля 2017 года были проведены финальные наземные испытания двигателя верхней ступени протяжённостью 640 секунд. Показатели производительности ступени соответствовали ожидаемым.

### Головной обтекатель
Головной обтекатель сделан из алюминиевого сплава и имеет диаметр 5 метров.

## Развитие

### Значение для будущего пилотируемого полёта
Планируется, что LVM-3 будет использоваться для выведения на орбиту пилотируемого космического корабля Гаганьян с целью первого в истории страны полёта человека в космос. Ракета-носитель со стартовой массой 629 тонн будет способна выводить на НОО до 20 тонн груза. Полёты будут осуществляться из космического центра имени Сатиша Дхавана на острове Шрихарикота.

### Роль в будущем
Индийская организация космических исследований планирует три непилотируемых полёта LVM-3 до выполнения полёта человека в космос. Прежде всего ракета-носитель разработана для обеспечения независимости Индии в вопросе доставки тяжёлых грузов на НОО и ГСО. Также ракету-носитель планируется использовать для межпланетных исследовательских программ. Лунный проект Индии Чандраян-2 изначально планировалось запустить с помощью LVM-3, в дальнейшем для миссии была выбрана ракета-носитель GSLV Mk.II.

### Керосино-кислородная первая ступень
В разработке ISRO находится жидкостный ракетный двигатель SCE-200, использующий в качестве топлива керосин и жидкий кислород, с ожидаемыми показателями тяги около 2000 кН в вакууме. Его планируют использовать на будущих тяжёлых и многоразовых индийских ракетах, а до этого использовать его в качестве маршевого двигателя на первой ступени SC160 ракеты LVM-3, заменив нынешнюю ступень L110 с двигателями Vikas. Это позволит увеличить массу выводимой на геопереходную орбиту полезной нагрузки до 6,2 тонн.

## Суборбитальный испытательный полёт
Первый успешный испытательный суборбитальный полёт состоялся 18 декабря 2014 года. Запуск ракеты-носителя состоялся в 04:00 UTC со второй стартовой площадки Космического центра им. Сатиша Двахана. Целью полёта были испытания твердотопливных ускорителей и первой ступени, систем расстыковки ступеней и головного обтекателя, проверка полётной аппаратуры и аэродинамической стабильности в атмосферной фазе полёта. Верхняя ступень в этом полёте не была функциональна, являла собой полногабаритную модель, заполненную 25 тоннами топлива, для симуляции полётной конфигурации ракеты-носителя. В рамках этого полёта были проведены испытания возвращаемого модуля будущего индийского пилотируемого космического корабля.
На основании данных, полученных в течение полёта, были произведены изменения формы свода головного обтекателя и градуса наклона конусовидных защитных колпаков боковых ускорителей.

## Запуски
| №  | Дата, время (UTC) | Стартовая площадка  | Полезная нагрузка | Масса (в кг) | Орбита                | Результат |
| -- | --- | ------------------- | ----------------- | ------------ | --------------------- | --------- |
| Х  | 18 декабря 2014, 04:00 | Шрихарикота, вторая | CARE              | 3735         | Суборбитальный запуск | Успех     |
| Х  | Первый испытательный полёт тяжёлого носителя LVM3 (GSLV III), с полезной нагрузкой будущего пилотируемого корабля. |                     |                   |              |                       |           |
| D1 | 5 июня 2017, 11:58 | Шрихарикота, вторая | GSAT-19           | 3136         | ГПО                   | Успех     |
| D1 | Первый орбитальный запуск. Спутник выведен на целевую геопереходную орбиту с параметрами 170 × 35 975 км, наклонение 21,5°. GSAT-19 стал самым тяжёлым спутником, выведенным индийской ракетой-носителем. |                     |                   |              |                       |           |
| D2 | 14 ноября 2018, 11:38 | вторая              | GSAT-29           | 3423         | ГПО                   | Успех     |
| D2 | |                     |                   |              |                       |           |
| M1 | 22 июля 2019, 09:13 | вторая              | Чандраян-2        | 3877         | ВЭО                   | Успех     |
| M1 | Исследовательская миссия, включающая в себя орбитальный, посадочный аппарат и луноход, успешно выведена на орбиту с апогеем более 45 000 км, на 6000 км выше, чем планировалось. Это позволит использовать меньше топлива при полёте к Луне. Используя собственные двигатели, аппарат выполнит серию из 15 манёвров для повышения орбиты, с целью выйти на орбиту Луны 20 августа, а выполнить посадку 6 сентября 2019 года, в районе южного полюса Луны. |                     |                   |              |                       |           |
| M2 | 22 октября 2022, 18:37 | вторая              | OneWeb India-1    | 5796 кг      | НОО                   | Успех     |
| M2 | Успешный запуск партии из 36-ти спутников связи компании OneWeb на орбиту высотой 601 км и наклонением 87,4°. |                     |                   |              |                       |           |
| M3 | 26 марта 2023, 03:30 UTC | вторая              | OneWeb India-2    | 5805 кг      | НОО                   | Успех     |
| M3 | Второй запуск партии из 36 спутников связи компании OneWeb, осуществленный индийским носителем. |                     |                   |              |                       |           |
| M4 | 14 июля 2023, 09:05 UTC | Шрихарикота, вторая | Чандраян-3        | 3900         | ВЭО                   | Успех     |
| M4 | Исследовательская миссия к Луне, включающая в себя посадочный аппарат и луноход. |                     |                   |              |                       |           |